# Piero
Piero Antonio Franco De Benedictis (Galípoli, Apulia, 19 de abril de 1945), más conocido simplemente como Piero, es un actor y cantautor de canción social, trova y rock nacido en Italia y radicado en Argentina; también tiene nacionalidad colombiana desde su infancia. En su producción artística destaca la canción con sensibilidad social y pacifista.
Durante años Piero ha recorrido el continente americano, a veces visita algunos países de Europa y ciudades de Estados Unidos, realizando recitales con distintas bandas de acompañamiento.
Piero se ha sumado a diferentes causas sociales por las víctimas de la guerra en Colombia, contra la Trata de Personas y Hambre Cero a nivel global.

## Biografía

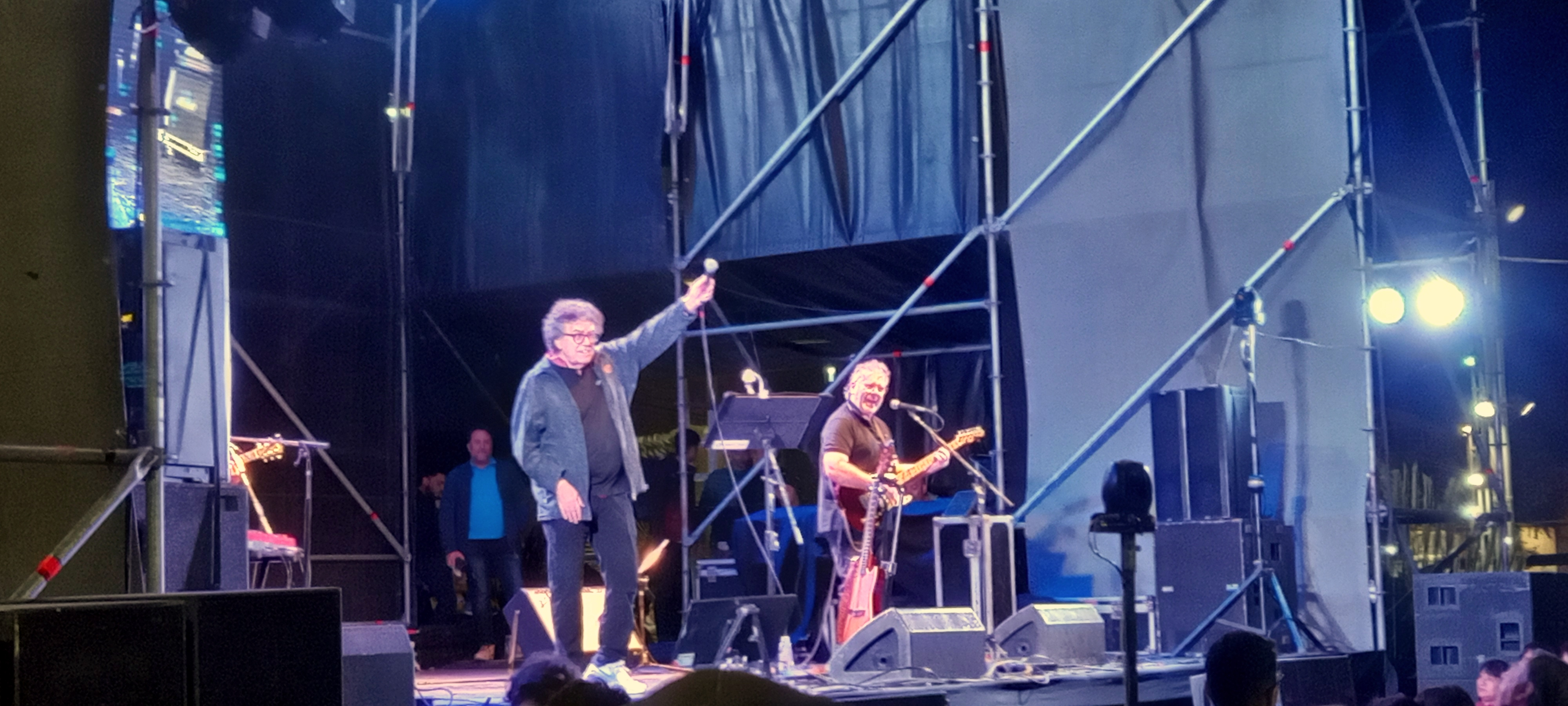
Piero durante un recital en 2022

Piero llegó a Argentina en 1948 cuando tenía 3 años. Su familia, integrada por Lino, su padre, Ornela, su madre y su hermana Gabriela, se instaló en la localidad de Banfield, en el sur del Gran Buenos Aires, hasta 1951, cuando se mudaron a Allen (provincia de Río Negro) donde su padre pudo seguir adelante con su negocio de radios y tocadiscos. Allí Piero cursó la escuela primaria y se inició en la música. Pero fue a partir de su educación como seminarista en Viedma (provincia de Río Negro) y en Villa Devoto que se desarrolló tanto su vocación musical como su sensibilidad social. La influencia de sacerdotes tercermundistas como Alejandro Mayol, Eliseo Morales y Carlos Mugica entre otros tantos, algunos de ellos seguidores de las ideas del religioso, paleontólogo y filósofo francés Pierre Teilhard de Chardin, marcaría tanto su desarrollo humano como su trayectoria musical.
De su primer matrimonio, con María Laura Lampreabe, tuvo dos hijos:
Mariano, quien murió a los 40 días de nacer y el músico y actor Juan de Benedictis (nacido en 1975), expareja de la actriz Juana Viale y padre de su primogénita.
Con su segunda esposa, Mariana Schettini, tuvo otros dos hijos: Fiorella de Benedictis (n. 2003) y Giuliano de Benedictis (n. 2002).

## Trayectoria musical (1964-1976)

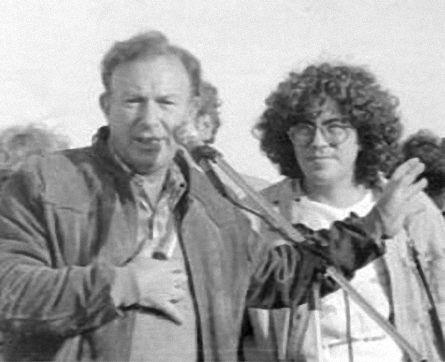
Piero con el padre Alejandro Mayol en los años 1970.

Una grabación musical hecha en el Seminario fue enviada por un padre al Canal 9 de televisión, y fue allí, justamente donde Piero  -que acababa de abandonar el Seminario- debutó en varios programas de televisión en 1964 entre ellos "Remates musicales" que conducía un joven Roberto Galán, cantando canciones melódicas italianas, como «Giovane, Giovane». En 1965 grabó los sencillos "El cachivache" y "Rosa, Rosita" (temas en boga de Roberto Carlos), y en 1965, "La sombrilla". Por esos mismos años empezó a realizar presentaciones en vivo en diferentes sitios nocturnos de Buenos Aires, junto a artistas reconocidos como Leo Dan, Neil Sedaka, Palito Ortega, Maribel Marcel, Lalo Fransen y Chico Novarro, entre otros.
Piero decidió luego replantear su carrera musical y retirarse durante tres años para estudiar música y dedicarse a componer, tratando de encontrar su propia identidad y un sentido más profundo a sus canciones. Mientras tanto vivía de la venta de cuellos clergyman para sacerdotes.
En 1968, por medio de amigos en común, conoció al escritor José Tcherkaski, quien se desempeñaba como periodista en la revista Siete Días. A partir de ese momento integraron una fórmula creativa para componer canciones, pero el éxito le llegó con una canción que Tcherkaski había compuesto muchos años atrás: "Mi viejo". Éste fue el título el que lo consagraría nacional e internacionalmente a Piero.
Posteriormente vinieron otras grandes composiciones como «No te vayas por favor» y «Tengo la piel cansada de la tarde». En 1969 Piero obtiene el Primer Premio en el Tercer Festival de la Canción de Buenos Aires con el tema «Cómo somos». En 1970 logra el Primer Puesto y los tres Gallos de Oro en el Festival Internacional da Canção (FIC) de Río de Janeiro (Brasil) con el polémico tema «Pedro Nadie», compuesto por la dupla creativa Piero/José. Era la primera vez que Argentina lograba consagrarse en la fase internacional de este certamen. También fue reconocido con el primer lugar en el Festival de Split (Yugoslavia), y con otras distinciones en México y en Chile. 
Ese mismo 1970 debutó en cine en la comedia de Luis Sandrini El Profesor Patagónico, interpretando un rol basado en su propia experiencia: un joven sacerdote cantante que intenta salvar una escuela rural. En la película canta sus temas "Llegando, llegaste", "Mi viejo", "Juan Boliche" y "De vez en cuando viene bien dormir". .
En 1972 lanzó el disco "Coplas de mi país" y en 1973 "Para el pueblo lo que es del pueblo"; propuestas con las que Piero se acercaba a la canción de protesta referida a la violencia de Estado, la persecución política y las dictaduras militares. Temas como como también los que dan nombre a ambos discos, "Que se vayan ellos", "Los americanos" y "Las cosas que pasan" se convirtieron en himnos de las luchas sociales.
Entre 1975 y 1976 se incrementaron los hostigamientos contra Piero; todas las matrices de sus discos fueron quemadas y empezó a ser prohibido. Esta realidad lo obligó a incursionar en otros géneros musicales y a producir dos discos diferentes: "Folclore a mi manera" (en el que rescata las raíces musicales del sur del continente y rompe con los esquemas musicales vigentes, al fusionar ritmos como el rock y el tango con el folclore tradicional) y "La Sinfonía Inconclusa en la Mar" (1975), basado en las composiciones del sacerdote tercermundista Alejandro Mayol (1932-2011), además de un tema de su propia autoría («La Sinfonía inconclusa en La mar»). Ese sería el disco más vendido a lo largo de toda su carrera musical. Los arreglos musicales fueron hechos por Oscar Cardozo Ocampo y la primera carátula del álbum fue diseñada por el artista plástico Carlos Nine. Por este álbum, Piero fue nominado en la edición número doce de los Premios Grammy Latino (en 2011), en la categoría «mejor álbum de música latina para niños».

## Exilio en Europa y en Colombia
En 1976, tras el golpe de Estado, decidió abandonar la Argentina y refugiarse en España durante casi cuatro años, en la provincia de Guadalajara, en el municipio de Utande, donde encontró un viejo Molino que se convirtió en su hogar. Allí vivió junto al periodista y escritor colombiano Daniel Samper Pizano, dedicándose a cultivar la tierra y a desarrollar una huerta orgánica, hasta cuando su hijo Juan, de tres años de edad, fue enviado a España a vivir con su padre, durante casi un año.  Ha declarado que durante toda esta etapa estuvo apartado de la actividad musical. Sin embargo, a su llegada a España pasó por Madrid, donde tradujo varias canciones italianas, con las que completaría su nuevo disco: "¿Y mi gente dónde va?", que se editaría en Argentina recién a su regreso, en 1982. El tema que da nombre al disco había sido compuesto por Piero antes de abandonar la Argentina. había compuesto antes de salir para el exilio. También se destacan sus versiones de “La caza del bisonte”, “Dos horas de polvo” y “Fábulas de mar”; temas escritos por Oscar Prudente e Ivano Fossati.
Antes de volver a la Argentina, y siguiendo a Samper Pizano, se radicó en Bogotá, donde cuidaba la casa del arquitecto Simón Vélez. Este fue el inicio de una larga relación con este país, al que volvió regularmente. En 1994, siendo presidente de Colombia el hermano de su amigo, Ernesto Samper Pizano, recibió la ciudadanía colombiana y hasta fue nombrado Embajador de Paz de ese país.

## Trayectoria musical desde 1981
En 1981, cuando se preveía el fin de la dictadura militar en Argentina, Piero se propuso volver, y hace una escala previa en Uruguay. En su regreso lo acompañó su nuevo mánager, "El Gordo" Pierre Bayona, célebre en Argentina por haber descubierto a la banda Sui Generis y que poco después sería inmortalizado por una canción de Patricio Rey y sus Redonditos de Ricota, banda a la que representó en los años 80. Bayona fue a buscarlo a Colombia para darle forma a su nueva carrera
Varios músicos con los cuales Piero había hecho contacto en España, también regresaron a Argentina, y con ellos empezó a dar forma a la creación de su banda "Prema", entre ellos los guitarristas Amadeo Álvarez y Daniel Manzini.
La banda "Prema" estuvo integrada, de manera intermitente, durante cinco años por músicos como el pianista Babu Cerviño (integrante también de la banda de jazz rock Tantor), Juan Carlos "el negro" Tordó (en batería), Alejandro Lerner, el médico pediatra y baterista Carlos Riganti, Gustavo Gregorio en el bajo y Rubén “el Mono” Izaurralde, Morci Requena en bajo y Luis Gurevich en teclado. Su stage manager era Juan Lebek quien continuó trabajando con Piero mucho después de la disolución de Prema.
Apuntando a un público más joven que en etapas anteriores, y por influencia de Pierre Bayona, Piero se acercó al ambiente del rock nacional: llenó dos veces el estadio Obras (uno de los escenarios clásicos del rock en Argentina), participó del festival B. A. Rock, y realizó siete espectáculos, colmados de público, en el Teatro Ópera de Buenos Aires. También grabó sus discos: "Canto de la ternura" (1982); "Un hombre común" (1983),  "Que generosa sos mi tierra" (en vivo, 1984); "El regalao" (1985), "Gaviota" y "Las galaxias nos miran" (1986). El disco en vivo incluye una canción explícitamente destinada al público de rock nacional: "Hoy mi banda toca rock". También compuso la canción "Señora Violencia e Hijos" que fue incluida en el disco "Contracrisis" de Pedro y Pablo, pioneros del rock argentino que estaban volviendo a los escenarios en 1982. La canción estaba dedicada a Margaret Thatcher y a denunciar las consecuencias de la Guerra de las Malvinas (en esa etapa, varios de sus discos incluyen temas dedicados a los soldados que perecieron en ese conflicto armado). Finalmente, cuando el público del rock nacional se fue decantando masivamente por el sonido new wave y bailable, Piero volvió a la balada y la canción protesta. A mediados de los años ochenta declaró  que abandonaba la «música protesta» por «música propuesta», y fundó una granja ecológica cerca de Campana (provincia de Buenos Aires) junto a adolescentes de familias humildes. A partir de entonces logró construir 200 ecogranjas, incluyendo una en Estados Unidos, enseñando a cultivar la tierra y divulgando el concepto de «soberanía alimentaria» que en esa época proponía el movimiento anticapitalista Vía Campesina. En 1985 recibió un Premio Konex - Diploma al Mérito como baladista.
Entre 1988 y 1993, lanzó los discos: "Tríptico 1" y "Tríptico 2", "A pesar de los pesares" y un nuevo disco infantil en lenguaje lunfardo: "Cachuso Rantifuso" con Juan Carlos Baglietto y Marilina Ross, "Te quiero contar" e " Indra Devi y Piero". La rusa Indra Devi, la primera occidental que enseñó yoga en la India fue elegida por Piero como su "maestra espiritual" y cofundó con ella la Fundación Buenas Ondas, para generar emprendimientos de ecogranjas comunitarias que tenían como objetivo beneficiar a niños en situación de la calle. Las granjas se solventaban con fondos aportados por la Secretaría de Minoridad de la Provincia de Buenos Aires.
En 1995 se abocó a la edición de un disco doble dedicado a los derechos de los niños. Participaron en el emprendimiento figuras internacionales como David Gilmour (de Pink Floyd), Annie Lennox y Joaquín Sabina, y nacionales como León Gieco, Jairo, Cristian Castro, Pedro Fernández, Baglietto, Miguel Cantilo y el ídolo del fútbol Diego Maradona. El proyecto fue declarado de interés nacional y las regalías fueron donadas a UNICEF. 
En 1997 lanzó el disco "Piero & Pablo Milanés", grabación de un concierto en vivo y en 2001 publicó un nuevo trabajo, incluyendo algunos viejos clásicos y 6 temas inéditos: "30 años de canciones blindadas".
En febrero de 2011 grabó el himno de Banfield en Fútbol para Todos por la 4.ª fecha del Torneo Clausura 2011 del fútbol argentino. Ese mismo año realizó algunos conciertos en homenaje a Facundo Cabral, con quien se presentó en una de las presentaciones.
En el 2015 presentó un disco grabado en vivo durante un concierto en Chile, el cual tituló "Todavía no hicimos lo mejor". El año siguiente Piero firmó contrato con Sony Colombia y lanzó el disco "América". Durante ese mismo año fue galardonado con el Grammy Latino por Trayectoria y Calidad musical; el premio fue entregado en la ciudad de Las Vegas, el 16 de noviembre. 
En agosto de 2022 lanzó una nueva versión de "Manso y tranquilo", junto al grupo argentino-colombiano radicado en Barcelona, Che Sudaka. 

## Actividad política y humanitaria en Colombia

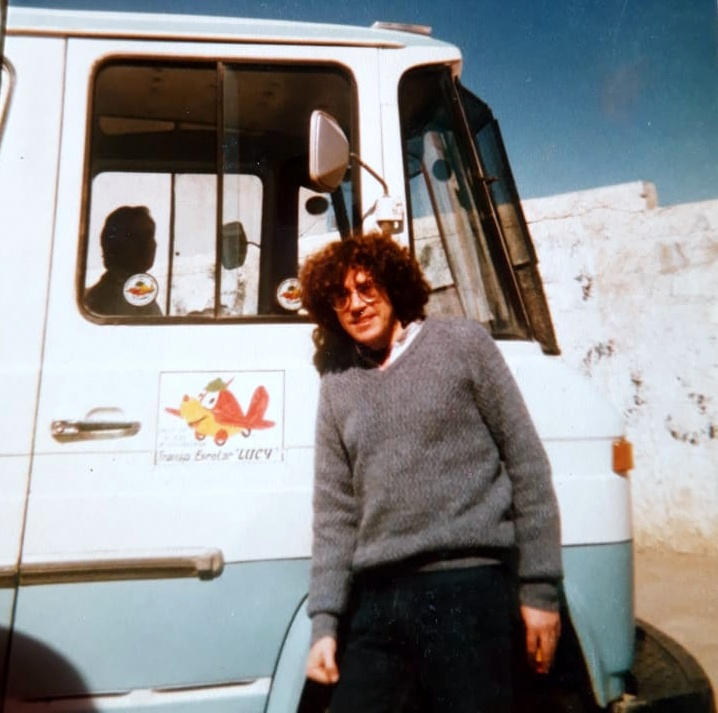
El cantor durante una gira en los años 1980.

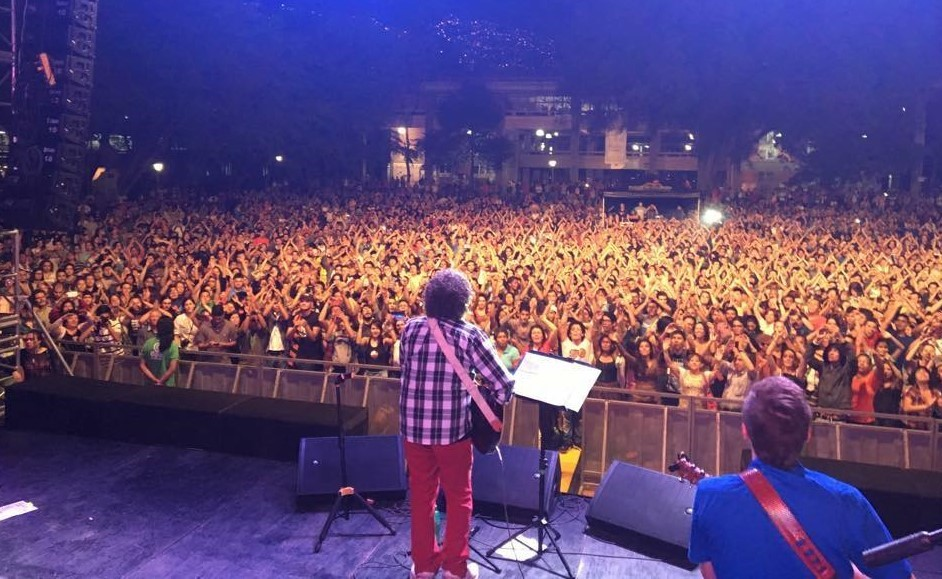
Piero en Medellín (Colombia, 2015).

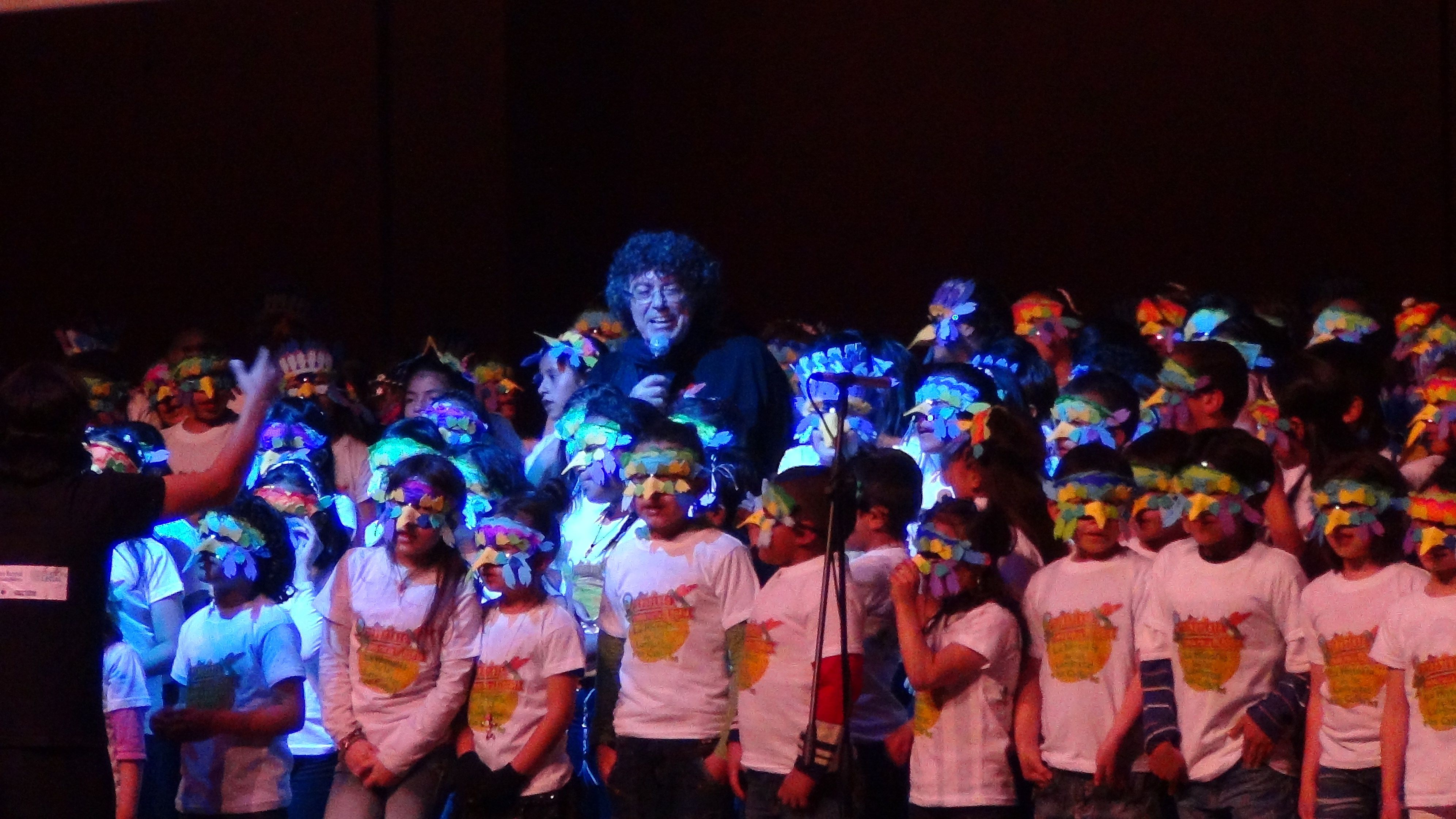
Piero en el Monumento Sonoro de la Memoria. Bogotá, Colombia. CNMH.

Desde su exilio en Bogotá a principios de los años 80, continuó visitando Colombia de manera constante, hasta recibir la nacionalidad colombiana de manos del entonces presidente de ese país, Ernesto Samper en 1994. Samper, hermano de su amigo Daniel Samper Pizano, le otorgó además el título de "Embajador de la Paz". En este rol, intentó aportar a la resolución del conflicto armado en Colombia. Para ello recorrió el Urabá Antioqueño que se encotraba bajo dominio paramilitar, dando recitales y leyendo propuestas de Paz. También visitó otras regiones del país. En apoyo al proceso de paz iniciado por el gobierno de Andrés Pastrana (1998-2002), se dirigió a San Vicente del Caguán, Caquetá, municipio del suroccidente colombiano, declarado zona de distensión para el desarrollo de las negociaciones, donde acompañó la Mesa de Diálogo y brindó recitales además de hacer públicas propuestas de reconciliación, muchas de ellas enfocadas en la protección del medio ambiente y el ecosistema.
El 6 de marzo de 2008 Piero apoyó la marcha por las víctimas del paramilitarismo y de crímenes de Estado en Colombia. En el proceso electoral de 2010 hizo campaña por la candidatura del candidato izquierdista Gustavo Petro y lo volvió a hacer en las elecciones de 2018 y las de 2022 cuando éste fue finalmente electo. También hizo campaña por el Sí en el plebiscito lanzado en 2018 sobre el Plan de Paz del Presidente Juan Manuel Santos.
En el 2012 participó del lanzamiento el Manifiesto por la Paz de Colombia, en Santander de Quilichao y realiza varias presentaciones gratuitas en la región, como en el resguardo indígena de López Adentro y un año más tarde en el evento Campesinos Somos Todos convocado por el gobernador del Cauca, Temístocles Ortega. quien le entregó, en reconocimiento a su trayectoria musical, las llaves de la ciudad. También acompañó al Ministerio Nacional de Educación en su programa “Todos a Aprender” a través del cual se movilizan miles de niños de las regiones a Bogotá para participar en la Feria del Conocimiento.
En noviembre de 2013 participa junto a su banda, integrada por cuatro músicos cordobeses, en el Monumento Sonoro por la Memoria, proyecto diseñado y convocado por el CNMH (Centro Nacional de Memoria Histórica), mediante el cual se recogen las voces de los niños de cinco regiones de Colombia y se realizan conciertos gratuitos en los municipios de Necoclí -Apartadó- y San Carlos (Antioquia); Resguardo Indígena de Jámbalo (Cauca); Puerto Rico (Meta) y en Bogotá. El 14 de diciembre de 2013 acompañó el cierre de la "Semana de los Derechos Humanos" en Medellín, evento convocado por la 'Secretaría de Gobierno y Derechos Humanos' de esa ciudad y canta ante miles de seguidores que junto a él, claman por un país en paz.

## Actividad política en la Argentina
En febrero de 2018 se presentó como candidato a la Cámara de Diputados de Italia en las elecciones generales de dicho país, compitiendo por la circunscripción de América Meridional, en la lista del Partido Democrático.
En 1998 el gobernador Eduardo Duhalde lo designó secretario de Cultura de la provincia de Buenos Aires.

### Proceso judicial por fraude a la administración pública
En agosto de 2004 fue imputado junto a otros directivos de la Fundación Buenas Ondas (Susana Isabel Molinari, Mariana Schettini y Gustavo Solanas) por fraude a la administración pública. Concretamente se acusaba a la Fundación de haber destinado un terreno de propiedad de Piero para crear una ecogranja educativa en la que niños y adolescentes en estado de vulnerabilidad serían enviados a aprender las tareas rurales para generarse un ingreso. A cambio de esta tarea de educación, la Fundación  recibiría un aporte estatal (de la Secretaría de Minoridad) por cada uno de los menores intervinientes. Tras seis meses de esta relación, la subsecretaria de Minoridad, Cristina Tabolaro formuló una denuncia penal luego de que distintas inspecciones al predio permitieron constatar “la ausencia de los menores respecto de los cuales se habían otorgado las becas”, presuntas irregularidades que más tarde fueron confirmadas en sede judicial por algunos de los supuestos beneficiarios, quienes -según la acusación- revelaron que “nunca asistieron como alumnos al establecimiento”. Según esta investigación, la propiedad era un "campito"  al que los chicos fueron llevados para conocerlo, pero nunca participaron de los proyectos educativos que allí se realizaban, según declararon ellos mismos.
La fiscalía interviniente interpretó que la fundación percibía fondos en concepto de becas para chicos que debían asistir al Centro y granja educativa del cantante, pero no lo hacían. Para los fiscales, la fundación se quedaba con los fondos y defraudaba a Minoridad.  El cantante se defendió en los medios de prensa argumentando que se había tratado de un error y que sólo alcanzó a cuatro medias becas, quedando una diferencia patrimonial a favor de la Fundación pero por un monto ínfimo.  En el expediente, Piero reconoció que los terrenos eran suyos, pero negó ser el responsable del manejo de las cuentas, aunque en la causa los depósitos del importe de las becas estaban a su nombre.  En ese momento, Piero declaró a los medios de comunicación: «Cuando inicié mi proyecto de «ecogranjas para adolescentes en riesgo social», teníamos en Argentina 100.000 adolescentes sin inserción ni en la escuela ni en el trabajo. Hoy son más de 1 250 000. Esta es la verdadera causa de mi indignación. Soy un indignado». No obstante estas declaraciones periodísticas, nunca se presentó a declarar ante la Justicia. Aunque varias veces se fijó fecha para el juicio oral, siempre se postergó. La fiscal de Juicio, Maribel Furnus denunció "distintas maniobras dilatorias" por parte de la defensa de los imputados.
Finalmente, se fijó fecha de audiencia para el 6 de enero de 2012. Los imputados volvieron a faltar, por lo que fueron declarados rebeldes. El 7 de febrero de 2012, una Fiscalía de la ciudad de La Plata (capital de la provincia de Buenos Aires) ordenó la captura de Piero quien así quedó prófugo de la Justicia.
No obstante ello, la causa no llegó a resolverse. Con el pedido de detención vigente, el abogado de Piero pidió que se declare la Prescripción de la acción penal por haber transcurrido seis años (el máximo de la pena en expectativa para el delito que les endilgaban a los cuatro acusados) desde que el tribunal había notificado a las partes la realización del juicio oral, el 15 de febrero de 2006. La Justicia accedió a este pedido y el 17 de febrero de 2012 cerró la causa por prescripción, y en consecuencia el Tribunal Oral en lo Criminal N.º 5 de La Plata levantó la orden de captura en su contra, no llegando a estar nunca detenido. La decisión de la Justicia fue descrita por la prensa como una "vergonzosa medida judicial".
Tras el escándalo, Piero no volvió a ocupar ningún otro cargo público en Argentina ni en otros países. 

## Discografía
Álbumes
- 1969: Mi viejo
- 1970: Pedro Nadie
- 1972: Coplas de mi país
- 1973: Para el pueblo lo que es del pueblo
- 1975: Folklore a mi manera
- 1975: Sinfonía inconclusa en la mar
- 1976: Y mi gente dónde va (inédito en Argentina hasta 1982)
- 1981: Recuerdos
- 1981: Calor humano (en vivo)
- 1982: Canto de la ternura
- 1983: Un hombre común (en vivo)
- 1984: Qué generosa sos, mi tierra
- 1985: El regalao
- 1986: Las galaxias nos miran
- 1989: A pesar de los pesares
- 1989: Piero, 15 años después (en vivo)
- 1991: Cachuso Rantifuso (con Marilina Ross y Juan Carlos Baglietto)
- 1993: Piero e Indra Devi En la pirámide de Keops (Egipto)
- 1999: Piero & Pablo en vivo desde Colombia (con Pablo Milanés)
- 2015: Todavía no hicimos lo mejor (grabación en vivo gira por Chile)
- 2016: América

Compilados
- 1986. Gaviota
- 1987: 20 años
- 1988: Tríptico - Volumen 1
- 1989: Tríptico - Volumen 2
- 1993: Te quiero contar
- 2001: 30 años de canciones blindadas (compilado con 6 temas inéditos)
- 2002 y 2003: reediciones de grandes éxitos (seis discos)
- 2004: Colección Oro

Sencillos
- 1964: El cachivache / Rosa, Rosita
- 1965: La sombrilla
- 1969: Si vos te vas / Mi Viejo
- 2022: Manso y tranquilo (con Che Sudaka)

Colectivos
- 1996: Todas las voces todas